# Bob Chester
Bob Chester (20. března 1908 Detroit, Michigan – 14. června 1977 tamtéž) byl americký tenorsaxofonista a kapelník jazzového a popového orchestru. Příležitostně i zpíval.

## Život a práce
Chesterův nevlastní otec řídil Fisher Body Works společnosti General Motors. Začal svou kariéru jako sideman pod Irvingem Aaronsonem, Benem Berniem a Benem Pollackem. V roce 1939 založil vlastní skupinu v Detroitu, se zvukem ovlivněným Glenn Millerem. Tato kapela byla lokálně neúspěšná a rychle se rozpadla. Poté sestavil novou kapelu na východním pobřeží pod vedením Tommy Dorsey s aranžérem David Rose. Tento soubor byl mnohem lepší, nahrával pro Bluebird Records.
Chesterova skupina, New Sensation of the Nation, měla své vlastní rádiové vysílání na CBS na podzim roku 1939. Pětatřicetiminutový program se vysílal z hotelu Van Cleve v Daytonu v Ohiu ve čtvrtek večer (vlastně ve 12:30 v pátek ráno, východního času). Vysílání z 21. září 1939 lze slyšet na slavných rozhlasových páscích One Day In Radio, archivovaných stanicí WJSV Washington DC.
Chesterovy nahrávky společnosti Bluebird byly výborně prodejné, a to jak pro maloobchodní prodejce, tak pro operátory s mincovými fonografy. Písně jako je například „From Maine to California“; „Wait Till the Sun Shines, Nellie“; „Madeliaine“; a dvě písně z Banjo Eyes – „Not a Care in the World“ a „Nickel to My Name“.
Chesterův orchestr zahrnoval trumpetisty Aleka Fila, Nick Travis, Lou Mucci a Conrad Gozzo, saxofonisty Herbie Steward a Peanuts Hucko, bubeník Irv Kluger a trombonista Bill Harris. Mezi jeho zpěvačky patří Dolores O'Neill, Kathleen Lane a Betty Bradleyová. Jeho zpěváky byli Gene Howard, Bill Darnell, Joe Harris, Stu Brayton, Hall Stewart, Peter Marshall, Bob Haymes a Al Stuart.
Orchestr se rozpadl v polovině čtyřicátých let, částečně kvůli zmenšující se poptávce po big bandech. Chester sestavil další kapelu na počátku padesátých let, ale poté, co selhal, skončil s hudbou a vrátil se do Detroitu, kde pracoval po zbytek svého života v automobilovém průmyslu.